# Дженні Савіль
Дженні Савіль (Jenny Saville, 1970, Кембридж, Велика Британія, живе і працює в Лондоні) — сучасна британська художниця, одна з найвідоміших Молодих британських митців. Відома монументальними образами жінок.
В кінці післядипломної освіти Савиль провідний британський колекціонер мистецтва Чарльз Саатчі купив її роботи і зробив замовлення на наступні два роки. У 1994 році художниця провела багато годин спостерігаючи пластичні операції в Нью-Йорку. Савіль не відповідає звичним уявленням публіки про Молодих британських художників, оскільки вона присвятила свою творчість традиційному фігуративному живопису маслом. Її мальовничий стиль порівнюють з манерою Люсьєна Фрейда і Рубенса. Фігури на її полотнах зазвичай більші від натуральної величини. Нашарування фарби дають чуттєве відчуття поверхні шкіри і маси тіл. Савиль іноді додає позначки на тіло, такі як білі кільця.
З моменту дебюту в 1992, увага Савіль перемістилася від жіночого тіла на теми «невизначеної статі». Художниця пише великоформатні картини із зображенням трансгендерних людей . Її опубліковані нариси й документи включають фотографії ліпосакцій, травм, хворобливих станів і трансгендерних персон. Її живопис «Strategy» (South Face/Front Face/North Face) з'явився на обкладинці третього альбому групи «Manic Street Preachers», «The Holy Bible», а «Stare» (2005) — на обкладинці дев'ятого альбому, «Journal For Plague Lovers» (2009).

## Персональні виставки
- 2005 MACRO Museo dArte Contemporanea Рим, Рим
- 2003 Migrants, Gagosian Gallery, Нью-Йорк
- 1999 Gagosian Gallery, Лондон